# بهارات بوشان
بهارات بوشان (انگلیسی: Bharat Bhushan; ۱۴ ژوئن ۱۹۲۰ – ۲۷ ژانویهٔ ۱۹۹۲) یک هنرپیشه، فیلمنامه‌نویس و تهیه‌کننده اهل کشور هند بود. وی بین سال‌های ۱۹۴۱ تا ۱۹۹۲ میلادی فعالیت می‌کرد.
از فیلم‌هایی که وی در آن نقش داشته‌است می‌توان به مهتاب اشاره کرد.

## فیلم‌شناسی
فهرست برخی از فیلم‌هایی که بهارات بوشان در آن‌ها به ایفای نقش پرداخته‌است:
- مهتاب
- شماره اول
- جادوگر
- ایثار
- می‌خواره
- بی‌خدا
- یوشیلای
- دو زندانی
- منطقه
- پدر آواره
- عمر و جان
- شب بارانی
- میرزا غالیب
- خانه جهان
- غیرت
- زندانی عشق
- داستان قسمت
- بازیکن بازی
- خشم
- زندانی
- وظیفه و قانون
- مهربانی
- میرا
- سخاوتمند
- بایجو دیوانه
- خانه خانوادگی
- آدی شانکرا
- حجاب
- جهان آرا
- شری چایتانیا ماهاپرابهو
- متفاوت
- ریاضی آناند
- اصلی و بدلی
- بخشنده

## جوایز
وی در طول سال‌های فعالیتش برندهٔ جوایزی همچون جایزه فیلم‌فیر بهترین بازیگر مرد و جوایز فیلم‌فیر شده‌است.